# Adolf von Dombois
Johannes Heinrich Adolf Dombois, seit 1909 von Dombois, (* 11. Oktober 1857 in Hadamar; † 29. August 1944 in Berlin-Nikolassee) war ein deutscher Jurist und Politiker in der Finanzverwaltung und Bankier.

## Leben
Adolf Dombois wurde nach dem Studium der Rechtswissenschaften 1884 Gerichtsassessor und 1885 Regierungsassessor in Aachen und war dort Mitglied in der Erholungs-Gesellschaft Aachen 1837. Im Jahr 1890 wechselte er nach Berlin, wo er zunächst Hilfsarbeiter, dann Regierungsrat im Preußischen Finanzministerium wurde. Nach 1891 stieg er zum Geheimen Finanzrat und 1897 zum Geheimen Oberfinanzrat auf. 1902 wurde er zum Unterstaatssekretär im Finanzministerium ernannt.
Adolf Dombois wechselte 1909 aus dem Ministerium als Wirklich Geheimer Rat an die Spitze der Seehandlung und wurde so Präsident der preußischen Staatsbank. Im gleichen Jahr wurde er nobilitiert. Die Preußische Staatsbank führte er bis 1924. Dann war er noch im Aufsichtsrat der Darmstädter und Nationalbank tätig.

## Familie
Adolf Dombois war der Sohn des Landrats Adolph Dombois und dessen Ehefrau Johanna Agnes Arnoldine Dombois geb. Schnabelius. Am 2. Oktober 1888 heiratete er in Aachen Hedwig von der Mosel (1863–1932), mit der er den Sohn Walter von Dombois bekam.